# Saison 5 de Once Upon a Time
Chronologie
Saison 4 Saison 6
La cinquième saison de Once Upon a Time, série télévisée américaine, est constituée de vingt-trois épisodes diffusée du 27 septembre 2015 au 15 mai 2016 sur ABC, aux États-Unis.

## Synopsis
Emma est désormais destinée à devenir la Ténébreuse, maintenant que les ténèbres qui étaient en Rumplestilkin ont migré en elle. Dévastée, elle se rend à Camelot avec sa famille pour tenter de trouver Merlin, le magicien qui semblerait être le seul à pouvoir détruire les Ténèbres à jamais. Malgré tous ses efforts, la Sauveuse ne parviendra pas à résister à la tentation, et de retour à Storybrooke, elle deviendra pleinement la Ténèbreuse. Elle va cependant s'efforcer de dompter son pouvoir et de ne pas blesser ceux qu'elle aime, mais elle se verra forcée de transformer Killian Jones en Ténébreux à son tour pour le sauver d'une mort certaine. Cette solution ne durera pas, et Killian finira par perdre la vie, au moment même  où Emma redeviendra normale.
N'acceptant pas sa mort, la Sauveuse décide ensuite d'aller chercher Crochet où il se trouve : aux Enfers, monde souterrain semblable à Storybrooke, au ciel rouge et au décor chaotique, afin de le sauver des griffes d'Hadès, le maître des lieux. Mais ce voyage en dessous de Storybrooke ne sera pas sans danger, et nos héros devront faire face à l'ennemi le plus cruel qu'ils ont eu à combattre, mais reverront aussi de vieux ennemis qu'ils espéraient rayés de leurs vies à jamais…
De retour au vrai Storybrooke, l'enfant de Zelena et Robin est enlevée par Hadès et par sa propre mère, Zelena. Robin désire la sauver avec l'aide de Regina : ils la retrouvent dans le bureau du maire (celui de Regina) mais elle n'est pas seule. Hadès est là et veut tuer Regina grâce à un cristal qui la désintégrera. Il la vise avec l'objet mais avant que le rayon ne puisse la toucher, Robin s'interpose et le tue. En faisant ceci, il meurt également. Regina et Zelena sont désespérées car elles ont perdu leur amant. Regina devient ensuite méchante car Kilian est de retour des Enfers, rendant Emma heureuse alors qu'elle-même a perdu son amant. Elle doit se résoudre au fait que les méchants n'ont pas le droit à une fin heureuse.

## Distribution

### Acteurs principaux
Note : Ici devront être listés les acteurs considérés comme principaux par leur cachet.
- Ginnifer Goodwin (VF : Marie-Eugénie Maréchal) : Mary Margaret Blanchard / Blanche-Neige (21/23)
- Jennifer Morrison (VF : Cathy Diraison) : Emma Swan / La Ténébreuse (22/23)
- Lana Parrilla (VF : Nathalie Homs) : Regina Mills / la Méchante Reine / la Méchante Reine dissociée (22/23)
- Joshua Dallas (VF : Thomas Roditi) : David Nolan / le Prince charmant (22/23)
- Émilie de Ravin (VF : Karine Foviau) : Belle / Belle French (15/23)
- Colin O'Donoghue (VF : Rémi Bichet) : Killian Jones / le capitaine Crochet (22/23)
- Jared S. Gilmore (VF : Enzo Ratsito) : Henry Mills (21/23)
- Rebecca Mader (VF : Odile Cohen) : Zelena (17/23)
- Sean Maguire (VF : Jérémie Covillault) : Robin des Bois (17/23)
- Robert Carlyle (VF : Boris Rehlinger) : M. Gold / Rumpelstiltskin / la Bête / le Crocodile (20/23)

### Acteurs récurrents
- Beverley Elliott (VF : Mireille Delcroix) : Granny / la Veuve Lucas
- David-Paul Grove (VF : Jean-Marc Charrier) : Prof
- Lee Arenberg (VF : Enrique Carballido) : Grincheux / Leroy
- Michael Coleman (VF : Charles Borg) : Joyeux
- Gabe Khouth (VF : Stéphan Imparato) : Atchoum / M. Clark
- Faustino Di Bauda (VF : Patrice Dozier) : Dormeur / Walter
- Mig Macario : Timide
- Jeffrey Kaiser : Simplet
- Keegan Connor Tracy (VF : Léa Gabriele) : Fée Bleue / Mère Supérieure
- Liam Garrigan (VF : Laurent Maurel) : le roi Arthur (11 épisodes)
- Greg Germann (VF : Pierre Tessier) : Hadès (10 épisodes)
- Joana Metrass (VF : Barbara Beretta) : la reine Guenièvre (8 épisodes)
- Amy Manson (VF : Léovanie Raud) : Merida (8 épisodes)
- Victoria Smurfit (VF : Juliette Degenne) : Cruella Feinberg / Cruella d'Enfer (7 épisodes)
- Elliot Knight (VF : Pascal Nowak) : Merlin (6 épisodes)
- Emma Caulfield (VF : Marine Boiron) : la sorcière aveugle (6 épisodes)
- Sinqua Walls (VF : Jean-Baptiste Anoumon) : Lancelot (5 épisodes)
- Olivia Steele Falconer (VF : Célia Asencio) : Violet (5 épisodes)
- Ingrid Torrance : l'infirmière Ratched (4 épisodes)
- Raphael Alejandro (VF : Bianca Tomassian) : Roland, le fils de Robin (4 épisodes)
- Meghan Ory (VF : Anne Mathot) : Ruby Lucas / Scarlet, le Petit Chaperon rouge (récurrence à travers les saisons - 3 épisodes)
- Robbie Kay (VF : Benjamin Bollen) : Peter Pan (récurrence à travers les saisons - 4 épisodes)
- Barbara Hershey (VF : Blanche Ravalec) : Cora (récurrence à travers les saisons - 2 épisodes)
- Jamie Chung (VF : Geneviève Doang) : Mulan (récurrence à travers les saisons - 2 épisodes)
- Tony Perez (VF : Michel Prud'homme) : Henry Sr. (récurrence à travers les saisons - 2 épisodes)
- Giancarlo Esposito (VF : Thierry Desroses) : Sydney Glass / Le Miroir Magique / Le Génie (récurrence à travers les saisons - 1 épisode)
- David Anders (VF : Denis Laustriat) : Dr Frankenstein / Dr Whale (récurrence à travers les saisons - 1 épisode)

### Invités
- Timothy Webber (VF : Jacques Frantz) : l'Apprenti (épisodes 1 et 15)
- Mckenna Grace : Emma enfant (épisode 1)
- Lee Majoub : Sir Kay (épisode 1)
- Andrew Jenkins (VF : Brice Ournac) : Perceval (épisodes 1, 2 et 4)
- Webb Hayes : Arthur jeune (épisode 4)
- Dalila Bela : Guenièvre jeune (épisode 4)
- Ehren Kassem : Kay jeune (épisode 4)
- Ryan Robbins (VF : Fabrice Lelyon) : Sir Morgan, le père de Violet (épisode 5)
- Paul Telfer (VF : Yann Peira) : Lord Macintosh (épisodes 6 et 9)
- Josh Hallem : Lord Dingwall (épisodes 6 et 9)
- Marco D'Angelo : Lord MacGuffin (épisodes 6 et 9)
- Caroline Ford (VF : Manon Azem) : Nimue (épisodes 7, 10 et 11)
- Glenn Keogh (VF : Pascal Casanova) : le roi Fergus, père de Merida (épisode 9)
- Caroline Morahan (en) (VF : Dorothée Jemma) : la reine Elinor, la mère de Merida (épisode 9)
- Lily Knight : la sorcière de DunBroch (épisode 9)
- Adam Croasdell (en) (VF : Serge Biavan) : Brennan Jones, le père de Killian (épisode 11)
- Michael Raymond-James (VF : Mark Lesser) : Neal Cassidy / Baelfire (épisode 12)
- Jonathan Whitesell (VF : Gauthier Battoue) : Hercule (épisode 13)
- Kacey Rohl (VF : Leslie Lipkins) : Megara (épisode 13)
- Bailee Madison (VF : Clara Quilichini) : Blanche-Neige jeune (épisode 13)
- Rachel Shelley (VF : Stéphanie Lafforgue) : Milah (épisode 14)
- Costas Mandylor (VF : Christian Visine) : le capitaine Silver (épisode 15)
- Bernard Curry (VF : Vincent Ropion) : Liam Jones (épisode 15)
- Teri Reeves (VF : Victoria Grosbois et Alice Orsat) : Dorothy Gale (épisodes 16 et 18)
- Wes Brown (VF : Anatole de Bodinat) : Gaston (épisode 17)
- Eric Keenleyside (VF : Jean-Jacques Nervest) : Sir Maurice, le père de Belle (épisodes 11, 17 et 21 )
- Ava Acres : Regina jeune (épisode 19)
- Isabella Blake-Thomas (VF : Maryne Bertieaux) : Zelena jeune (épisode 19)
- Rya Kihlstedt (VF : Laura Zichy) : Cleo Fox (épisode 20)
- Hank Harris (VF : Charles Pestel) : Dr Jekyll (épisodes 22 et 23)
- Sam Witwer (VF : Philippe Valmont) : Mr Hyde (épisodes 22 et 23)

## Production

### Développement
Le 7 mai 2015, la série a été renouvelée pour une cinquième saison de vingt-trois épisodes. La saison compte deux épisodes spéciaux. Un épisode récapitulatif en début de saison et un spécial Making of du dessin animé Blanche Neige et les sept nains présenté par Ginnifer Goodwin courant décembre 2015. Comme la saison précédente, la série est diffusée en deux parties de 11 épisodes : la première de septembre à décembre 2015 et la deuxième de mars à mai 2016.

### Casting
En juin 2015, Sean Maguire et Rebecca Mader ont obtenu le statut d'acteurs principaux. Le même mois, Sinqua Walls est annoncé pour reprendre son rôle de Lancelot de manière récurrente lors de cette saison.
En juillet 2015, Liam Garrigan (le roi Arthur), Joana Metrass (la reine Guenièvre), Elliot Knight (Merlin) et Amy Manson (Merida) ont obtenu un rôle récurrent lors de cette saison.
En septembre 2015, Jamie Chung, Meghan Ory et David Anders sont annoncés respectivement pour reprendre leur rôle de manière récurrente de Mulan, Ruby Lucas / Scarlet, le Petit Chaperon rouge et Dr Frankenstein / Dr Whale durant la saison.
En novembre 2015, Greg Germann a obtenu un rôle récurrent. Le même mois, Victoria Smurfit (Cruella Feinberg / Cruella d'Enfer), Emma Caulfield (la sorcière aveugle), Giancarlo Esposito (Sydney Glass / Le Miroir Magique / Le Génie), Barbara Hershey (Cora) et Robbie Kay (Peter Pan) sont annoncés pour reprendre leur rôle lors de cette saison.
En décembre 2015, Teri Reeves a obtenu le rôle récurrent de Dorothy Gale durant la saison.
Et aussi, plusieurs invités sont annoncés : Andrew Jenkins, Olivia Steele-Falconer, Webb Haynes, Dalila Bela, Ehren Kassem, Ryan Robbins, Paul Telfer, Glenn Keogh, Caroline Morahan (en), Adam Croasdell (en), Jonathan Whitesell, Kacey Rohl, Bailee Madison, Tony Perez, Rachel Shelley et Wes Brown.

### Diffusions
Aux États-Unis et au Canada, la saison a été diffusée simultanément du 27 septembre 2015 au 15 mai 2016 sur ABC et CTV.

## Liste des épisodes

### Épisode spécial: titre français inconnu (Dark Swan Rises: A Once Upon a Time Fan Celebration)
- États-Unis /  Canada : 27 septembre 2015 sur ABC / CTV.ca

- États-Unis : 3,2 millions de téléspectateurs[21] (première diffusion)

- Épisode récapitulatif diffusé à 19 h sur ABC et sur le site internet de CTV au Canada.

### Épisode 1:La Ténébreuse
- États-Unis /  Canada : 27 septembre 2015 sur ABC[22] / CTV
- Belgique : 15 octobre 2016 sur Be Séries[23]
- France : 
  - 19 novembre 2016 sur M6[24]
  - 22 novembre 2016 sur 6ter
- Québec : 20 août 2018 sur AddikTV[25]

- États-Unis : 5,92 millions de téléspectateurs[21] (première diffusion)
- Canada : 1,7 million de téléspectateurs[26] (première diffusion + différé 7 jours)
- France : 1,47 million de téléspectateurs[27] (première diffusion)

- John Rhys-Davies (le narrateur)
- Raphael Alejandro (Roland)
- Timothy Webber (l'Apprenti)
- Andrew Jenkins (Sir Perceval)
- Lee Majdoub (Sir Kay)
- Brent Stait (le colporteur)
- Elliot Knight (l'annonceur public)
- Mckenna Grace (Emma enfant)

Après être devenue la Ténébreuse, Emma disparaît dans la Forêt Enchantée, ne laissant que la dague derrière elle, maintenant marquée de son nom. Sa famille est décidée à la ramener, mais avant, ils auront besoin de l'aide d'une personne inattendue. En effet, l'Apprenti détient une baguette qui pourrait ouvrir un portail vers un autre monde, mais il faut de la magie noire pour l'utiliser et celle de Regina n'est plus assez puissante, seule celle de Zelena peut le faire. Regina refuse et Crochet met donc un plan en marche avec Henry pour libérer la Méchante Sorcière. Malheureusement pour lui, elle parvient à s'échapper. Dans la Forêt Enchantée, Emma combat pour résister aux ténèbres et décide de partir à la recherche de Merlin dans l'espoir qu'il puisse contrer les ténèbres. Sur le chemin de Camelot, elle reçoit l'aide de la princesse Merida, mais les ténèbres sont puissantes et séduisantes et peu à peu, Emma se sent basculer.
Zelena s'empare de la baguette en échange de la vie de Robin et déclenche une tornade qui servira de portail vers Oz. Mais affaiblie par ce sort, elle ne peut empêcher Regina de reprendre le contrôle et rediriger la tornade vers la Forêt Enchantée. Utilisant le restaurant de Granny pour le voyage, David, Mary-Margaret, Bébé Neal, Regina, Henry, Killian, Robin, Roland, Zelena, Belle, Granny, Joyeux, Prof et Grincheux partent pour leur royaume. Ils retrouvent Emma à temps, alors qu'elle était sur le point de tuer Merida. Devant tant de pouvoir, Emma décide de confier la dague à Regina, qui sera capable, s'il le faut, de la tuer. À peine les retrouvailles ont-elles lieu que le roi Arthur et ses chevaliers viennent à la rencontre du groupe et les mènent à Camelot où ils commenceront leur quête pour retrouver Merlin.

### Épisode 2:Excalibur
- États-Unis /  Canada : 4 octobre 2015 sur ABC / CTV
- Belgique : 15 octobre 2016 sur Be Séries[23]
- France :
  - 19 novembre 2016 sur M6
  - 22 novembre 2016 sur 6ter
- Québec : 27 août 2018 sur AddikTV

- États-Unis : 5,38 millions de téléspectateurs[28] (première diffusion)
- Canada : 1,48 million de téléspectateurs[29] (première diffusion + différé 7 jours)
- France : 1,34 million de téléspectateurs[27] (première diffusion)

- Adam Horowitz et Edward Kitsis (les annonceurs)
- Andrew Jenkins (Perceval)
- Olivia Steele Falconer (Violet)
- Raphael Alejandro (Roland)

Devant le nouveau Sort Noir lancé par Emma, les Nains tentent leur chance à l’extérieur, mais Simplet se retrouve changé en arbre. Alors qu'il cherche un moyen de comprendre comment la situation est devenue ainsi, Arthur et ses sujets de Camelot apparaissent dans les bois de Storybrooke. Robin se fait enlever par une furie, que Belle identifie comme une créature des Enfers venue chercher l'âme d'un mort. Regina refuse de perdre son amour à nouveau et tente d'empêcher la furie de prendre l'âme de Robin en donnant la sienne. Mary-Margaret, David, Grincheux et Arthur se joignent et ensemble, repoussent la créature. Peu à peu, l'idée que le seul espoir de sortir de cette malédiction est Regina fait son chemin, mais cela signifierait la perte d'Emma. Crochet refuse d'abandonner Emma et tente les recettes habituelles : baiser d'amour véritable, renoncement volontaire. Mais Emma a accepté ses ténèbres et s'y plaît. Seulement, l'âme du Ténébreux lui revient et montre ce qui se cache dans le sous-sol de sa demeure : Excalibur figée dans la roche. L'âme du Ténébreux lui explique qu'en réunissant l’épée, elle pourrait mettre un terme aux failles des Ténébreux qui ont causé leur perte, mais il faudra d'abord tirer l'épée.
Flashback

### Épisode 3:La Couronne pourpre
- États-Unis /  Canada : 11 octobre 2015 sur ABC / CTV
- Belgique : 22 octobre 2016 sur Be Séries[23]
- France :
  - 19 novembre 2016 sur M6
  - 22 novembre 2016 sur 6ter
- Québec : 3 septembre 2018 sur AddikTV

- États-Unis : 5,28 millions de téléspectateurs[30] (première diffusion)
- France : 1,15 million de téléspectateurs[27] (première diffusion)

- Giacomo Baessato (Grif)

### Épisode 4:Le Royaume brisé
- États-Unis /  Canada : 18 octobre 2015 sur ABC / CTV
- Belgique : 22 octobre 2016 sur Be Séries[23]
- France :
  - 19 novembre 2016 sur M6
  - 29 novembre 2016 sur 6ter
- Québec : 10 septembre 2018 sur AddikTV

- États-Unis : 4,92 millions de téléspectateurs[31] (première diffusion)
- France : 813 000 téléspectateurs[27] (première diffusion)

- Andrew Jenkins (Perceval)
- Olivia Steele Falconer (Violet)
- Webb Hayes (Arthur enfant)
- Ehren Kassam (Kay enfant)
- Dalila Bela (Guenièvre enfant)

### Épisode 5:L'Attrape-rêves
- États-Unis /  Canada : 25 octobre 2015 sur ABC / CTV
- Belgique : 29 octobre 2016 sur Be Séries[23]
- France :
  - 26 novembre 2016 sur M6
  - 29 novembre 2016 sur 6ter
- Québec : 17 septembre 2018 sur AddikTV

- États-Unis : 5,12 millions de téléspectateurs[32] (première diffusion)
- Canada : 1,35 million de téléspectateurs[33] (première diffusion + différé 7 jours)
- France : 1,06 million de téléspectateurs[34] (première diffusion)

- Ryan Robbins (sir Morgan)

Emma se résout à utiliser la magie noire sur un attrape-rêves afin de voir les derniers souvenirs de Merlin avant qu'il ne soit changé en arbre : le Ténébreux d'alors a utilisé une des larmes de sorcier, alors qu'il pleurait son amour perdu, comme base du sort. Elle voit aussi les vraies intentions d'Arthur et avertit en secret Regina qui a un plan : utiliser une larme d'amour perdu comme base pour libérer Merlin. Elle essaie avec une des siennes, en revoyant son souvenir de la mort de Daniel, mais le sort s'avère inefficace. C'est alors que Henry les rejoint, le cœur brisé après son premier rendez-vous avec Violet qui s'est mal passé. La larme du jeune homme permet à Emma de libérer le sort et ramener Merlin. Arthur est furieux.

### Épisode 6:La Quête de Merida
- États-Unis /  Canada : 1er novembre 2015 sur ABC / CTV
- Belgique : 29 octobre 2016 sur Be Séries[23]
- France :
  - 26 novembre 2016 sur M6
  - 29 novembre 2016 sur 6ter
- Québec : 24 septembre 2018 sur AddikTV

- États-Unis : 4,83 millions de téléspectateurs[35] (première diffusion)
- Canada : 1,17 million de téléspectateurs[36] (première diffusion + différé 7 jours)
- France : 1,02 million de téléspectateurs[34] (première diffusion)

Dans le passé, Merlin libère Lancelot et Merida des geôles de Camelot avant de partir avec Belle, James et Crochet. Belle montrant un certain talent pour comprendre la magie, Merida décide de l’enlever pour ses plans : utiliser le chaudron de la sorcière qui l’a aidée autrefois afin de trouver le moyen de garder le trône hérité de son père, le roi Fergus. Quand elle voit que les clans rivaux menacent d'abattre ses trois frères pour supprimer les héritiers et prendre sa place, Merida demande à Belle de recréer la potion du sort de Mor'Du qui la changera en ours. Belle n’est pas convaincue, considérant que Merida ne devrait pas avoir recours à la magie pour être une reine respectée, mais accepte. Confiante, Merida part donc affronter les rebelles menés par Wee Dingwall. Mais en réalité, Belle a remplacé la potion par de l'eau avant de partir, espérant pousser Merida à faire appel à ses seules forces. Quand les chefs de clans tirent des flèches pour abattre ses frères, Merida arme son arc et d'une flèche, parvient à briser les trois. Aussitôt, les clans reconnaissent leur reine et Wee Dingwall est contraint de faire de même. Belle repart pour Camelot, laissant Merida prendre sa place.
- Le titre original est identique à celui donné au film Rebelle.

### Épisode 7:Nimue
- États-Unis /  Canada : 8 novembre 2015 sur ABC / CTV
- Belgique : 5 novembre 2016 sur Be Séries[23]
- France :
  - 26 novembre 2016 sur M6
  - 6 décembre 2016 sur 6ter
- Québec : 1er octobre 2018 sur AddikTV

- États-Unis : 4,88 millions de téléspectateurs[37] (première diffusion)
- France : 885 000 téléspectateurs[34] (première diffusion)

- Caroline Ford (Nimue)
- Darren Moore (Vortigan)
- Graham Verchere (l'Apprenti jeune)
- Jackie Minns (une femme)
- Max Haynes (un jeune homme)
- Jason Simpson (Adda)

1000 ans avant le début du règne d'Arthur, Merlin était perdu dans un désert avec un ami, à la recherche d'aide, quand ils ont trouvé le Graal, une coupe magique toujours remplie d'eau. Si son compagnon est mort en touchant la coupe, Merlin a pu boire l'eau après avoir prié, obtenant alors sa magie. Il a ensuite vécu 500 ans sans vieillir, capable de guérir, réparer et de voir l’avenir jusqu'à ce qu'il rencontre Nimue, une simple paysanne fuyant son village détruit par le sorcier Vortigan. En revenant vers les ruines du village, Merlin a compris que Vortigan cherchait le Graal. Le temps passant, Merlin et Nimue sont tombés amoureux et Merlin s'est dit prêt à renoncer à sa magie et son immortalité si cela permettait à Nimue de renoncer à sa vengeance. Pour ce faire, Merlin s'est rendu là où se trouvait la flamme de Prométhée, et l'a utilisée pour forger Excalibur à partir du métal du Graal. Vortigan a ensuite surgi, tué Nimue alors qu'elle se défendait, mais elle avait bu dans le Graal et est devenue immortelle également. Elle a ensuite arraché le cœur de Vortigan et l'a détruit, devenant ainsi la première Ténébreuse, puis a brisé l'épée en deux afin que personne ne s'empare de son plein pouvoir.
À Camelot, Crochet s'impatiente de voir Merlin sauver Emma de sa noirceur. Le sorcier a un plan : avec Emma, il va partir récupérer la dernière étincelle de la flamme de Prométhée pendant que Crochet, Blanche-Neige, David et Regina vont récupérer Excalibur. Merlin prévient Emma : pour s'emparer de la flamme, elle va devoir affronter l'esprit des anciens Ténébreux, notamment de Nimue, qui va la tenter de succomber aux ténèbres et tuer Merlin. Sous l'influence de Nimue, Emma manque de tuer Merlin, mais elle parvient finalement à résister à la tentation et s'empare de l'étincelle. Quant à l'infiltration de Camelot, c'est Zelena qui propose le meilleur plan, mais elle trahit tout le monde en s'associant à Arthur et jette un sort permettant de lier Merlin à l'épée brisée comme le Ténébreux à sa dague. Arthur se retrouve alors avec le sorcier sous son contrôle et Zelena à ses côtés.
- Cet épisode marque la naissance du premier ténébreux
- À l'origine, Nimue est le prénom du grand amour (et élève) de Merlin, l'Enchanteur dans la légende arthurienne.

### Épisode 8:La Flamme de Prométhée
- États-Unis /  Canada : 15 novembre 2015 sur ABC / CTV
- Belgique : 5 novembre 2016 sur Be Séries[23]
- France :
  - 26 novembre 2016 sur M6
  - 6 décembre 2016 sur 6ter
- Québec : 8 octobre 2018 sur AddikTV

- États-Unis : 4,85 millions de téléspectateurs[38] (première diffusion)
- Canada : 1,31 million de téléspectateurs[39] (première diffusion + différé 7 jours)
- France : 730 000 téléspectateurs[34] (première diffusion)

- Glenn Keogh (Fergus)
- Caroline Morahan (Elinor)

Trois semaines avant le retour à Storybrooke, Emma a en sa possession la flamme de Prométhée et la dague. Il ne lui manque que le reste de l’épée pour reforger Excalibur, et Merlin lui révèle qu'il est piégé : Arthur exige d'avoir la flamme et la dague, sinon il forcera Merlin à tuer ses parents, Crochet, Robin et Régina. Le sorcier l'implore d'accepter et de ne pas suivre la voie qu'a prise Nimue.
Emma a cependant des doutes quant à renoncer à ses ténèbres, preuve en est que la flamme de Prométhée n'est qu'une braise. Henry la rassure en lui montrant que Crochet avait des projets d'avenir et cherchait une maison pour eux à Storybrooke. Confiante, elle garde ses ténèbres pour tenir tête à Arthur et Zelena, mais Merlin est trop puissant pour elle et c'est Crochet qui se libère et parvient à pousser Arthur et Zelena à la fuite, malgré une blessure au cou. Sa famille est libre mais Emma semble avoir encore des doutes à relâcher ses ténèbres. Regina tente de la forcer à avouer ses raisons en se servant de la dague, puis Crochet parvient à lui faire avouer que c'est sa peur de l’avenir sans ses pouvoirs qu'elle craint. Effrayée mais rassurée de savoir Crochet à ses côtés, Emma voit la flamme s'embraser.
À Storybrooke, David, Crochet et Robin veulent faire avouer à Arthur ce qu'il cache à propos de Merlin et Nimue. Il fuit, Crochet le rattrape et Arthur manque de le blesser mais Emma intervient pour le sauver, brandissant Excalibur réunie. Alors qu'elle part, Crochet cherche à lui faire avouer la raison de ses actes, et elle répond qu'il s'agit de le sauver, et que Nimue ne compte pas. Regina n'est pas convaincue, tandis que Mary-Margaret refuse de croire que sa fille a disparu et qu'elle est devenue entièrement la Ténébreuse. Crochet retrouve Emma en se jetant d'un toit et finit capturé. Alors qu'ils se demandent ce qu'attend Emma pour agir, Zelena souffre de contractions : Emma a accéléré sa grossesse. En fouillant dans les livres de Merlin, Belle trouve que le bébé pourrait être l'élément essentiel de son plan, mais à peine la fille de Zelena est née qu'Emma enlève la sorcière et non le bébé.
- En France, il s'agit du dernier épisode diffusé sur M6. Faute d'audience, la série a été déprogrammée mais continue à être diffusée sur 6ter[40].

### Épisode 9:Le Casque de DunBroch
- États-Unis /  Canada : 15 novembre 2015 sur ABC / CTV
- Belgique : 12 novembre 2016 sur Be Séries[23]
- France : 13 décembre 2016 sur 6ter
- Québec : 15 octobre 2018 sur AddikTV

- États-Unis : 4,85 millions de téléspectateurs[38] (première diffusion)
- Canada : 1,31 million de téléspectateurs[39] (première diffusion + différé 7 jours)
- France : 369 000 téléspectateurs[41] (première diffusion)

- Glenn Keogh (le roi Fergus)
- Caroline Morahan (la reine Elinor)
- Meghan Ory (Ruby/Scarlett)

Après avoir perdu Excalibur, Arthur et Zelena retournent à Camelot, mais le roi a un plan et doit se rendre à DunBroch, le royaume de Merida. Elle pleure encore son père et s'apprête à prendre le trône quand une sorcière vient réclamer son dû à la suite d'un marché fait avec le roi Fergus : un casque magique qu'elle lui a offert, perdu depuis la bataille qui a causé la perte du roi deux ans auparavant. La future reine doit retrouver le casque, sinon le royaume sera maudit.
Merida se souvient de la bataille et des jours qui ont précédé. Craignant qu'elle ne soit pas à la hauteur au combat à l'épée, Fergus a confié Merida aux soins de Mulan. La princesse voyait cependant les doutes de son père, craignant de ne pas être un meneur digne sur le champ de bataille, mais sa réputation de Roi-ours le précède. Le jour de la bataille, Merida est retenue par Mulan et n'a pu sauver son père du chevalier masqué, qui n’était nul autre qu'Arthur.
Merida retrouve Mulan, devenue bandit de grand chemin après avoir quitté le service d'Aurore. Merida est prête à payer pour qu'elle la suive et l’aide à retrouver le casque. Alors qu'elles fouillent le champ de bataille et retrouvent un morceau de cape du chevalier arraché par la flèche de Mérida, Arthur et Zelena arrivent et volent l’arc de la princesse avant de partir pour la cabane de la sorcière. Surpris par un loup qui garde la cabane, Arthur et Zelena parviennent cependant à forcer la sorcière à donner la localisation du casque.
Mulan part à son tour retrouver la sorcière et affronte le loup, en qui elle reconnait un humain : Ruby, le chaperon rouge qui avait quitté Storybrooke après la naissance de Neal pour retrouver les siens mais s'est fait piéger par la sorcière. Grâce à son odorat de loup, Ruby retrouve la trace d'Arthur, qui a remis la main sur le vrai casque, que Fergus avait jeté dans la baie avant la bataille. Merida entame le duel pendant que Ruby et Mulan piègent Zelena. Quand les chefs de clan arrivent pour sauver leur reine, Arthur et Zelena fuient, laissant le casque derrière eux.

### Épisode 10:Duel
- États-Unis /  Canada : 29 novembre 2015 sur ABC / CTV
- Belgique : 12 novembre 2016 sur Be Séries[23]
- France : 13 décembre 2016 sur 6ter
- Québec : 22 octobre 2018 sur AddikTV

- États-Unis : 4,38 millions de téléspectateurs[42] (première diffusion)
- Canada : 1,28 million de téléspectateurs[43] (première diffusion + différé 7 jours)
- France : 375 000 téléspectateurs[41] (première diffusion)

- Caroline Ford (Nimue)

À Storybrooke, Crochet réalise à nouveau qu'il est le Ténébreux devant une Zelena ravie et une Emma médusée. Afin de la retarder, Crochet prend une partie de ses souvenirs et bloque sa magie. Mary Margaret, David, Henry et Regina arrivent et Emma doit leur expliquer la situation, bien qu'elle ignore les intentions de Crochet. Il annonce cependant vite son plan : régler son différend avec Rumplestiltskin dans un duel à l'épée en utilisant Excalibur reforgée. De son côté, Zelena veut fuir avec sa fille. Regina lui propose alors un marché : en dépit de son mépris, Robin lui accorde un droit de visite en sa présence ou celle de Regina. Elle accepte et a alors sa première rencontre avec sa fille. Le duel est imminent et Regina, Belle, Mary-Margaret et David veulent trouver des réponses aux intentions du Ténébreux dans leurs livres. Emma a un autre plan : elle demande à Henry de l'aider à retrouver les attrape-rêves qui piègent les souvenirs de tous. Malgré sa rancœur, il accepte de l'aider, convaincu qu'elle veut sincèrement se débarrasser de ses Ténèbres. Le combat entre Gold et Crochet commence et l'ancien Ténébreux se défend bien mais il est finalement vaincu et blessé par le pirate désormais immortel. Distrait par l'esprit du Ténébreux, Crochet perd finalement son avantage et Gold lui reprend Excalibur. Crochet fuit, car Emma, qui a retrouvé ses souvenirs, sait qu'il n'était intéressé que par le sang de Gold. En effet, seul le sang d'un être mort et revenu à la vie peut réaliser son but : ouvrir la porte des Enfers et ramener les Ténébreux sur Terre.
Flashback

### Épisode 11:La Marque de Charon
- États-Unis /  Canada : 6 décembre 2015 sur ABC / CTV
- Belgique : 19 novembre 2016 sur Be Séries[23]
- France : 20 décembre 2016 sur 6ter
- Québec : 29 octobre 2018 sur AddikTV

- États-Unis : 4,56 millions de téléspectateurs[44] (première diffusion)
- Canada : 1,13 million de téléspectateurs[45] (première diffusion + différé 7 jours)
- France : 583 000 téléspectateurs[46] (première diffusion)

- Adam Croasdell (Brennan)
- Oliver Bell (Killian jeune)
- Caroline Ford (Nimue)
- Eric Keenleyside (Maurice)
- Scott Hylands (le capitaine)
- Sebastian West (le garçon)
- Andre Tricoteux (en) (le bagarreur massif)

Les Ténébreux marquent plusieurs habitants de Storybrooke : Gold, Regina, Robin, Henry, David, Mary-Margaret et les nains. Ils sont tous condamnés à prendre la place des Ténébreux aux Enfers. Leur seule chance de les arrêter est de détruire les Ténèbres. Zelena profite de la situation pour récupérer sa fille mais Regina la renvoie à Oz. Emma se décide donc à se sacrifier en prenant Excalibur chez Gold. Cependant, Crochet la piège pour récupérer l'épée. Alors que Charon revient pour les âmes qui lui sont dues, Regina force Crochet à se remémorer les raisons qui l'ont amené à exercer la piraterie et provoqué un désir de vengeance. En effet, enfant, Killian fut abandonné avec son frère Liam par un père voleur qui les a cédés comme moussaillons sur un navire. Ce n'est qu'une fois devenu le capitaine Crochet qu'il l’a revu, grâce à Regina, qui était toujours la Méchante Reine à l'époque et était curieuse de voir quel homme était le pirate. Killian était prêt à pardonner son père avant de découvrir qu'il avait eu un autre fils baptisé Liam. Vexé et furieux, il finit par tuer son père.
En voyant Emma se faire étrangler par Nimue et ne supportant plus de voir souffrir les habitants de Storybrooke, Killian se rappelle son parricide. Il finit par se rappeler son amour pour Emma et se retourne contre Nimue, enfermant la puissance des Ténébreux dans l’épée avant de la tendre à Emma pour qu'elle détruise les Ténèbres. Celle-ci, anéantie, refuse qu'il serve de sacrifice, mais il la convainc en lui disant qu'il mérite d'aller aux Enfers, qu'il est faible et qu'il veut réparer ses erreurs en donnant sa vie, ainsi Emma se souviendra de lui en tant que héros. Emma finit par prendre l'épée et le transperce. Une lumière émerge de la Ténébreuse lors de la destruction des ténèbres : la malédiction est alors brisée et Emma redevient la Sauveuse, récupérant son apparence normale. Lorsqu'elle retire Excalibur de la plaie de Killian, l'épée se désintègre et la blessure causée par Arthur à Camelot, guérie jusqu’alors, se rouvre. Emma ne pouvant le sauver et ses pouvoirs disparaissant, Killian meurt dans les bras de la Sauveuse. Cette dernière, effondrée, refuse de lâcher la main de Crochet mais ses parents lui font lâcher prise. Emma, en larmes, s'effondre dans les bras de sa mère.
- Cet épisode est le dernier diffusé avant la pause hivernale aux États-Unis.

### Épisode spécial: titre français inconnu (Behind the Magic: Snow White and the Seven Dwarfs)
- États-Unis /  Canada : 13 décembre 2015 sur ABC / CTV.ca

- États-Unis : 3,43 millions de téléspectateurs[47] (première diffusion)

### Épisode 12:Une chance de rédemption
- États-Unis /  Canada : 6 mars 2016 sur ABC[48] / CTV
- Belgique : 19 novembre 2016 sur Be Séries[23]
- France : 20 décembre 2016 sur 6ter
- Québec : 5 novembre 2018 sur AddikTV

- États-Unis : 4,01 millions de téléspectateurs[49] (première diffusion)
- Canada : 1,31 million de téléspectateurs[50] (première diffusion + différé 7 jours)
- France : 637 000 téléspectateurs[46] (première diffusion)

- Steven Holmes (Dent Noire)
- Michael Raymond-James (Neal Cassidy)
- Barbara Hershey (Cora)
- Tony Perez (Henry Sr.)
- Robbie Kay (Peter Pan)

- Cet épisode est le centième de la série.

### Épisode 13:Cerbère
- États-Unis /  Canada : 13 mars 2016 sur ABC / CTV
- Belgique : 26 novembre 2016 sur Be Séries[23]
- France : 27 décembre 2016 sur 6ter
- Québec : 12 novembre 2018 sur AddikTV

- États-Unis : 4,31 millions de téléspectateurs[51] (première diffusion)
- Canada : 1,39 million de téléspectateurs[52] (première diffusion + différé 7 jours)
- France : 591 000 téléspectateurs[53] (première diffusion)

- Jonathan Whitesell (Hercule)
- Kacey Rohl (Megara)
- Bailee Madison (Blanche-Neige jeune)

### Épisode 14:Pacte avec le diable
- États-Unis /  Canada : 20 mars 2016 sur ABC / CTV
- Belgique : 26 novembre 2016 sur Be Séries[23]
- France : 27 décembre 2016 sur 6ter
- Québec : 19 novembre 2018 sur AddikTV

- États-Unis : 3,54 millions de téléspectateurs[54] (première diffusion)
- Canada : 1,34 million de téléspectateurs[55] (première diffusion + différé 7 jours)
- France : 574 000 téléspectateurs[53] (première diffusion)

- Rachel Shelley (Milah)
- Dean Petriw (Baelfire jeune)
- Aaron Douglas (Fendrake)
- Gavin Cooke (Rustre ivre)

La captivité de Crochet prend une tournure sinistre lorsque Hadès menace de le condamner à la rivière des âmes perdues après que le pirate a refusé de choisir lesquels de ses amis allaient devoir rester dans les Enfers. Au même moment, Gold se montre soudain plus coopératif envers Emma, Mary Margaret, David, Regina, Robin et Henry dans leur mission afin de pouvoir rentrer auprès de Belle. Cependant, il doit avant cela retrouver son ex-femme Milah dans les Enfers et lui demander son aide.

### Épisode 15:L'Œil de la tempête
- États-Unis /  Canada : 27 mars 2016 sur ABC / CTV
- Belgique : 3 décembre 2016 sur Be Séries[23]
- France : 3 janvier 2017 sur 6ter
- Québec : 26 novembre 2018 sur AddikTV

- États-Unis : 3,51 millions de téléspectateurs[56] (première diffusion)
- Canada : 1,12 million de téléspectateurs[57] (première diffusion + différé 7 jours)
- France : 399 000 téléspectateurs[58] (première diffusion)

- Bernard Curry (Liam Jones)
- Costas Mandylor (le capitaine John Silver)
- Timothy Webber (Apprenti Sorcier)

Crochet est libéré des Enfers mais il reste à trouver comment quitter les lieux pour les vivants. Ils retrouvent Liam, le frère aîné de Killian, qui se dit prêt à les aider mais Crochet s'étonne de voir son frère en ces lieux. Henry apprend par l’Apprenti que la plume de l’Auteur est bien dans les Enfers, ainsi qu'une autre version du livre de contes, mais la clé de la cachette est gardée par le shérif local : James. David se charge de récupérer la clé, découvrant que son frère est l'amant de Cruella. Ils trouvent le livre dans la maison de l’Auteur, mais Liam parvient à arracher secrètement les pages concernant Hadès. Quand Emma le surprend, Long John Silver apparaît et révèle le secret de celui que Killian voyait comme un héros. Le capitaine tient sa revanche et veut jeter les frères Jones dans les flammes mais Hadès apparaît et pousse Silver et Liam dans le précipice. Crochet tente de rattraper son frère mais celui-ci se laisse tomber, navré d'avoir déçu et trahi Killian. Son sacrifice lui ouvre les portes des Enfers et il peut partir avec le reste de l’équipage vers un monde meilleur. Henry révèle qu'il a trouvé la plume et décide de réécrire l'histoire de Hadès, ignorant que le dieu des Enfers veut cacher son histoire avec Zelena.
Flashback

### Épisode 16:Jamais sans ma fille
- États-Unis /  Canada : 3 avril 2016 sur ABC / CTV Two
- Canada : 9 avril 2016 à 12 h sur CTV Montréal / Winnipeg / Saskatchewan / Nord de l'Ontario
- Belgique : 3 décembre 2016 sur Be Séries[23]
- France : 10 janvier 2017 sur 6ter
- Québec : 3 décembre 2018 sur AddikTV

- États-Unis : 3,78 millions de téléspectateurs[59] (première diffusion)
- France : 410 000 téléspectateurs[60] (première diffusion)

Soumis à Hadès, Gold crée un portail vers Storybrooke pour récupérer la fille de Zelena, mais les choses se déroulent mal et Zelena, revenue pour son bébé, ainsi que Belle arrivent également dans les Enfers. Belle se réfugie dans la bibliothèque et trouve Rumplestiltskin qui lui explique sa situation : s'il obéit à Hadès, il aura une chance de garder l'enfant que Belle porte. Quant à Zelena, elle n'a d'autre choix que de demander l'aide de Regina et Robin pour retrouver sa fille. Blanche-Neige et David réalisent qu'ils sont restés plus longtemps que prévu loin de Neal et cherchent à lui laisser un message.
Hadès veut en réalité l'enfant de Zelena pour jeter le même sort de voyage temporel qu'elle voulait utiliser autrefois ; il la retrouve dans la rue et lui explique que si les Enfers sont si semblables à Storybrooke, c'est parce qu'il les a façonnés pour y vivre avec Zelena. Cette dernière n'est toujours pas intéressée, mais Hadès ne perd pas espoir de lui faire changer d'avis un jour.
Flashback

### Épisode 17:La Rivière des âmes perdues
- États-Unis /  Canada : 10 avril 2016 sur ABC / CTV
- Belgique : 10 décembre 2016 sur Be Séries[23]
- France : 17 janvier 2017 sur 6ter
- Québec : 10 décembre 2018 sur AddikTV

- États-Unis : 3,75 millions de téléspectateurs[61] (première diffusion)
- France : 483 000 téléspectateurs[62] (première diffusion)

- Wes Brown (Gaston)
- Eric Keenleyside (Sir Maurice / Moe)

### Épisode 18:Le Baiser d'amour véritable
- États-Unis /  Canada : 17 avril 2016 sur ABC / CTV
- Belgique : 10 décembre 2016 sur Be Séries[23]
- France : 24 janvier 2017 sur 6ter
- Québec : 17 décembre 2018 sur AddikTV

- États-Unis : 3,76 millions de téléspectateurs[63] (première diffusion)
- Canada : 1,182 million de téléspectateurs[64] (première diffusion + différé 7 jours)
- France : 520 000 téléspectateurs[65] (première diffusion)

- Paul Lazenby (Claude)
- Gina Stockdale (tante Em)

Ruby atterrit aux Enfers et est trouvée par les héros, qui découvrent un étrange morceau de tissu sur elle. Au même moment, Zelena apprend par Hadès l'arrivée de Ruby aux Enfers, et s'inquiète aussitôt de ce qu'elle pourrait raconter aux héros sur ce qu'elle a fait à Dorothy à Oz. Craignant pour sa fille et s'inquiétant de voir disparaître la nouvelle confiance que lui porte Regina, elle décide de quitter les Enfers.
Ruby révèle aux héros qu'elle a utilisé un sort de pistage pour être conduite jusqu'à Zelena (d'où son arrivée aux Enfers) afin de découvrir la raison de la disparition de Dorothy, dont elle se sent coupable. Pendant que les héros partent à la rencontre de Zelena, David découvre que le téléphone des Enfers a été arraché par Cruella à la demande d'Hadès. Les héros atteignent Zelena au moment où elle s'apprête à utiliser les souliers d'Oz. La sorcière leur révèle alors qu'elle a plongé Dorothy dans un charme du sommeil, dont elle ne peut sortir car personne ne ressent de véritable amour pour elle. Ruby se souvient alors de la tante Em de Dorothy, seule personne à vraiment l'aimer et présente aux Enfers. Alors que Regina parvient à convaincre Zelena de rester avec eux, les héros retrouvent tante Em et lui demandent de souffler un baiser dans un flacon pour l'apporter à Dorothy. Mais la vieille dame est aussitôt liquéfiée par Hadès, qui promet un sort similaire à quiconque aidera les héros.
À présent dans une impasse, Ruby semble effondrée et se confie à Blanche-Neige, qui lui fait comprendre qu'elle est sûrement le véritable amour de Dorothy. Ruby décide alors de repartir des Enfers avec David pour qu'il puisse retrouver Neal (Blanche-Neige ne pouvant quitter les Enfers, son nom étant toujours écrit sur une tombe). Afin de permettre à Blanche-Neige de quitter les Enfers à sa place, pressentant que Neal sera mieux avec sa mère, David inscrit son nom à la place de celui de Blanche sur sa pierre tombale avec l'aide de Killian. Ruby et Blanche quittent alors les Enfers et se retrouvent à Oz, devant le lit de Dorothy. Ruby lui donne un baiser du véritable amour et la réveille sous les yeux émus de Blanche et Mulan.
De son côté, Belle culpabilise d'être responsable de la mort de Gaston et cherche toujours un moyen de protéger son futur enfant. Espérant trouver en Zelena une aide pour convaincre Hadès de renoncer à lui prendre le bébé, elle rend visite à la sorcière et en profite pour lui demander de l'aider. Zelena lui propose alors le Charme Du Sommeil, qui empêchera Hadès de lui prendre le bébé. Elle demande à Gold de la conduire à son père pour qu'il la réveille, se doutant que les sentiments de son mari ne sont pas suffisants pour la réveiller, ce dernier préférant les ténèbres à sa femme. Après s'être assurée que Gold fera ce qu'elle lui demande, elle se pique le doigt et s'endort.
Flashbacks

### Épisode 19:Le Temps des adieux
- États-Unis /  Canada : 24 avril 2016 sur ABC / CTV
- Belgique : 17 décembre 2016 sur Be Séries[23]
- France : 31 janvier 2017 sur 6ter
- Québec : 7 janvier 2019 sur AddikTV[66]

- États-Unis : 3,85 millions de téléspectateurs[67] (première diffusion)
- Canada : 1,14 million de téléspectateurs[68] (première diffusion + différé 7 jours)
- France : 555 000 téléspectateurs[69] (première diffusion)

- Ava Acres (Regina jeune)
- Isabella Blake-Thomas (Zelena jeune)
- Robbie Kay (Peter Pan)

Zelena se laisse tenter par une romance avec Hadès, qui avoue être prêt à abandonner les Enfers par amour pour elle. Apprenant ceci, Regina met en garde Zelena qui refuse de l'écouter et est persuadée qu'Hadès peut changer et être sauvé. Loin d'approuver cette idée, Regina décide de faire appel à la seule personne qui pourra briser cet amour naissant : leur mère Cora, revenue à sa condition de fille de meunier. Pendant ce temps, James profite de l’absence de Blanche-Neige pour revenir tourmenter son jumeau et l'assomme afin de prendre sa place dans l'équipe à l'insu des héros. Il accompagne Emma à la rencontre de Robin, caché dans les bois avec sa fille, et révèle son identité en les braquant avec son arme. Rejoint par Cruella, il s'apprête à les faire plonger tous les deux dans la Rivière des Âmes Perdues, mais David s'interpose. S'ensuit un combat entre les deux frères, au terme duquel David plonge James dans les eaux maudites.
De son côté, libérée de ses oppresseurs par Crochet, Cora se rend chez Zelena dans l'idée de lui faire boire une potion d'oubli avec la complicité de Regina. Cora présente ses excuses et ses regrets à Zelena pour l'avoir abandonnée des années plus tôt, ce qui émut grandement Zelena. Cora décide de lui donner un verre d'eau (avec la potion) pour la calmer. Mais Zelena n'est pas dupe et se sent trahie en découvrant la supercherie. Les deux sœurs commencent alors à violemment se disputer mais sont calmées par Cora qui leur rend leurs souvenirs de leur première rencontre lorsqu'elles étaient enfants. Réalisant qu'il s'agissait de son affaire inachevée, elle fait ses adieux à ses filles avant de se rendre vers un endroit meilleur, pendant que Regina et Zelena se consolent en pensant à leur réconciliation et à leur complicité retrouvée. Zelena se rend alors à son rendez-vous avec Hadès mais est enlevée par Rumplestiltskin et Peter Pan.
Flashback
- Cet épisode est dédié à la mémoire de Scott Nimerfro, réalisateur habituel de la série décédé en 2016.[réf. nécessaire]

### Épisode 20:L'Oiseau de feu
- États-Unis /  Canada : 1er mai 2016 sur ABC / CTV
- Belgique : 17 décembre 2016 sur Be Séries[23]
- France : 7 février 2017 sur 6ter
- Québec : 14 janvier 2019 sur AddikTV

- États-Unis : 3,77 millions de téléspectateurs[70] (première diffusion)
- France : 480 000 téléspectateurs[71] (première diffusion)

- Rya Kihlstedt (Cleo Fox)
- Geoff Gustafson (Furtif)
- Bronwen Smith (Caissier)
- Max Chadburn (Tasha)
- Robbie Kay (Peter Pan)

Rumplestiltskin et Peter Pan ont enlevé Zelena. Hadès se voit dans l'obligation de demander de l'aide aux héros, en échange de leur libération des Enfers. Pour récupérer Zelena, Hadès accepte de rompre le contrat qui le rendait propriétaire du futur 2e enfant de Gold. Alors que Peter Pan s'apprête à voler le cœur de Zelena pour pouvoir quitter les enfers, Emma intervient et Zelena s'en sort indemne. Rumplestilskin trahit ensuite son père et retourne auprès de Belle.
Zelena et Hadès échangent alors un baiser d'amour véritable qui permet au cœur d'Hadès de fonctionner à nouveau et rompt son bannissement dans les Enfers. Tenant sa parole, en échange, Hadès retire le nom des héros des tombes et annonce qu'au coucher du soleil, et pour un court instant, un portail s'ouvrira pour Storybrooke. Malheureusement, la séparation du cœur d'Emma en deux échoue car Killian est mort depuis trop longtemps. Hadès leur révèle alors la légende d'Orphée et Eurydice qui sont les seules personnes à avoir réussi à quitter les Enfers grâce à l'ambroisie. Hadès obtient de la part des héros que Zelena garde sa fille pendant que Killian et Emma vont chercher de l'ambroisie pour sauver ce dernier et que les autres héros aident les âmes restantes à tourner la page.
Après avoir passé le test du véritable amour, Emma et Killian atteignent la pièce censée contenir l'ambroisie et ne trouvent qu'un arbre mort, le tronc coupé. Ils comprennent alors qu'Hadès les a trahis : il s'était déjà débarrassé de la nourriture divine longtemps auparavant, après avoir appris ce qu'Orphée et Euridice avaient accompli, et a délibérément envoyé Killian et Emma vers une chimère pour quitter les Enfers sans eux. Quant à Regina, Henry, Robin et David, ils se retrouvent coincés dans la bibliothèque par Cruella (qui a prévu de devenir reine des enfers après le départ d'Hadès) et la sorcière aveugle, à l'aide d'un sortilège d'Hadès, puis les deux méchantes, amies, s'en vont heureuses d'avoir pris leur revanche. Hadès quitte les Enfers avec Zelena, qui ignore que les héros sont bloqués, et sa fille. Ne pouvant rentrer à Storybrooke sans cœur ni ambroisie, Killian fait ses adieux à Emma en lui faisant promettre de ne pas se renfermer comme elle le fait d'habitude juste parce qu'elle va le perdre. De son côté, Emma lui demande de tourner la page et aller de l’avant. Killian fait entrer Emma dans l'ascenseur, l'embrasse une dernière fois et la renvoie à la surface.
C'est en larmes qu'Emma remonte toute seule et libère le groupe en joignant sa magie à celle de Regina. De son côté, Rumplestiltskin fait croire à son père qu'il est décidé à l'aider et lui donne le cœur de Robin qui se révèle en réalité être une gourde pleine d'eau de la Rivière des Âmes Perdues. Il lui dit que les méchants comme lui ne méritent pas de fin heureuse avant qu'il ne disparaisse pour toujours. Ainsi débarrassé de son père, il récupère la boîte de Pandore dans laquelle il enferme Belle avant de la ramener à Storybrooke, suivi des protagonistes qui parviennent à franchir in extremis le portail.
Flashback
En 2009, Emma retourne sur le bord de route où elle a été trouvée bébé afin de recueillir des informations sur ses origines. Elle y rencontre une femme, Cleo, qui semble vouloir l'aider. Emma comprend vite qu'elle cherche uniquement à la ramener à Phoenix, où elle est recherchée, et cherche sans succès à s'enfuir. Cleo la menotte alors au lit de son hôtel, mais Emma ne tarde pas à s'en défaire et découvre un dossier sur elle dans les archives informatiques de la Cour de Justice de Hancock County. Espérant y trouver ce qu'elle cherche, elle convainc Cleo de l'emmener consulter ce dossier au tribunal.
Impatiente, Emma ne cesse de tourner en rond. Cleo lui parle alors de la veste qu'elle porte et dont Emma se moque : elle s'en sert comme d'une armure qu'elle utilise pour se protéger de son émotivité. Elle suggère à Emma de se trouver une armure similaire. Une fois le dossier entre les mains, Emma désespère en constatant qu'il est pratiquement vide et demande une vérification supplémentaire, qu'elle n'obtient pas. Elle retourne alors au tribunal une fois la nuit tombée, mais elle est vite rejointe par Cleo qui lui reproche son obsession pour ses origines et lui dit que savoir d'où elle vient ne la fera pas forcément avancer, bien au contraire. Elle la convainc de quitter le bâtiment mais la police arrive sur les lieux. Cleo brise alors une fenêtre pour leur permettre de s'échapper et les deux femmes s'enfuient jusqu'à que Cleo s'effondre : un bout de verre de la fenêtre l'a transpercée et la vide de son sang. Emma refuse de la laisser, mais Cleo la convainc de l'abandonner à son sort et lui révèle qu'elle aussi a abandonné son enfant à la naissance avant de succomber. Talonnée par la police, Emma s'enfuit.

### Épisode 21:Le Cristal de l'Olympe
- États-Unis /  Canada : 8 mai 2016 sur ABC / CTV
- Belgique : 24 décembre 2016 sur Be Séries[23]
- France : 14 février 2017 sur 6ter
- Québec : 21 janvier 2019 sur AddikTV

- États-Unis : 3,75 millions de téléspectateurs[72] (première diffusion)
- France : 397 000 téléspectateurs[73] (première diffusion)

- Eric Keenleyside (Moe French)
- Raphael Alejandro (Roland)
- Michael P. Northey (Frère Tuck)
- Jason Burkart (Petit Jean)
- David Hoflin (Zeus)
- Kiefer Bahrich (Roland)

Revenue à Storybrooke avec Hadès, Zelena s'inquiète de ne pas voir revenir les héros et décide de confier sa fille au dieu pendant qu'elle part à la rencontre de sa sœur pour la convaincre que l'amour a changé Hadès. Ayant réussi à se libérer de sa cellule, Arthur surgit alors et se heurte à Hadès, qui le tue aussitôt pour marquer son entrée dans le monde des vivants. Pendant ce temps, Blanche-Neige apprend par Merida l'évasion d'Arthur et retrouve les héros qui lui apprennent qu'Hadès se trouve dans la ville.
Zelena retrouve Regina et Robin et tente de les convaincre qu'Hadès a réellement changé. Mort d'inquiétude à propos de sa fille, Robin ne la croit pas. Regina tente d'expliquer la tentative ratée d'Hadès de les bloquer aux Enfers mais Zelena refuse de la croire et s'en va alors, profondément vexée. Pendant ce temps, Arthur arrive aux Enfers sans comprendre où il se trouve, ce que Killian lui explique. Le roi déchu ne se fait pas à l'idée d'être mort mais accepte d'aider Killian à tourner la page lorsque celui-ci mentionne Emma et la promesse qu'il n'arrive pas à tenir.
Emma, David et Merida découvrent le corps d'Arthur et cherchent un moyen de vaincre Hadès qui, de son côté, tente de convaincre Zelena que les héros représentent un danger pour eux et qu'ils doivent pouvoir se défendre eux-mêmes au moyen d'un sort de protection lancé sur la mairie et d'un artefact : le cristal olympien, qu'Hadès peut dorénavant reconstituer, maintenant que son cœur bat de nouveau. Voulant récupérer sa fille, Robin pénètre dans la mairie par un tunnel secret avec Regina, à qui il reproche d'avoir trop fait confiance à sa sœur. La tension présente au sein du couple s'évapore lorsque Robin admet qu'il aurait dû laisser une chance à Zelena avant de sortir du souterrain.
Pendant ce temps, les héros consultent vainement tous les ouvrages de la bibliothèque à la recherche d'une arme contre Hadès. De son côté, Rumplestiltskin demande au père de Belle de réveiller sa fille mais celui-ci refuse, préférant laisser sa fille dans un sommeil éternel plutôt que dans les bras du Ténébreux. Afin de faire pression sur lui, Rumplestiltskin cherche à récupérer le cristal olympien et tente de passer un marché avec Hadès pour lui soutirer un fragment de l’artefact en échange de sa protection dans ce monde inconnu, ce que le dieu refuse.
Aux Enfers, Killian et Arthur voient en le livre de contes une source de réponse à leurs questions et le trouvent à l'entrée du Dédale où était retenu le pirate. Killian complète l'ouvrage avec les pages arrachées par Hadès et trouvées dans le trône du dieu par Arthur. Les pages sont ainsi transmises au livre du monde des vivants, ce qui permet à Emma de découvrir que le cristal olympien est le seul moyen de vaincre Hadès. Ayant aidé Emma, Killian a accompli son affaire inachevée et peut accéder à un endroit meilleur, tandis qu'Arthur comprend que la sienne est bien de réparer un royaume déchu, mais qu'il ne s'agit pas de Camelot, et décide de rester aux Enfers afin d'aider les âmes à trouver leur affaire inachevée.

### Épisode 22:DrJekylletMrHyde
- États-Unis /  Canada : 15 mai 2016 sur ABC[74] / CTV
- Belgique : 24 décembre 2016 sur Be Séries[23]
- France : 21 février 2017 sur 6ter
- Québec : 28 janvier 2019 sur AddikTV

- États-Unis : 4,07 millions de téléspectateurs[75] (première diffusion)
- France : 445 000 téléspectateurs[76] (première diffusion)

- Raphael Alejandro (Roland)
- Michael P. Northey (Frère Tuck)
- Jason Burkart (Petit Jean)
- Hank Harris (Dr Jekyll)
- Arnold Pinnock (en) (Poole)
- Sam Witwer (Mr Hyde)
- Candus Churchill (le bibliothécaire)
- Chris Olson (l'exploitant de péage)

Les obsèques de Robin ont lieu, tandis que Regina est anéantie, malgré les soutien de ses amis et de sa soeur. Quant à Emma, elle est embarrassée : si elle est ravie de retrouver Crochet à ses côtés, Regina risque d'éprouver du ressentiment en voyant que la Sauveuse a de nouveau ce qu'elle désire alors qu'elle-même a perdu celui qu'elle aimait. Quand Gold commence à collecter toute la magie du monde dans le cristal olympien pour libérer Belle, Henry, en discutant avec Violet, réalise que la magie est plus maléfique que bénéfique : elle a changé Emma en ténébreuse et fait perdre Robin à Regina. Il décide donc qu'elle doit disparaître, et demande à Violet de l'accompagner à New York, et se sert de la Plume de l'Auteur pour voler le cristal à Rumplestilkin.
Emma et Regina partent à la poursuite d'Henry, qui ne réalise pas que la disparition de la magie condamnera Storybrooke (la ville ayant elle-même été créée par magie), malgré le froid entre les deux femmes depuis la mort de Robin et le retour de Crochet. De son côté, Zelena permet aux habitants de Camelot de rentrer dans leur monde mais le portail devient instable et envoie David, Blanche-Neige, Crochet et Zelena dans un monde dirigé d'une main de fer par Mr. Hyde. A peine sont-ils arrivés qu'ils sont capturés et enfermés.
Arrivés à New York, Violet et Henry se rendent à l'ancien appartement de Neal, le père d'Henry, qui avait lui aussi en son temps tenté de détruire la magie. Dans l'ancien appartement de Robin et Zelena, Regina trouve une lettre que Robin lui avait écrite. Elle avoue ensuite à Emma qu'elle a peur que la Méchante Reine reprenne le dessus sur elle. Elle doit sans arrêt lutter contre ses anciens instincts meurtriers et maléfiques et a peur de ne pouvoir y arriver éternellement.
Henry et Violet suivent la trace de Neal jusque dans une bibliothèque, où ils espèrent trouver un moyen de détruire la magie. Ils y retrouvent d'autres livres de contes magiques, semblables à celui d'Henry. Violet trouve ensuite une coupe semblable à tous points au Saint Graal, qui semble être la clé pour détruire la magie. Ils s'en emparent et s'apprêtent à repartir, mais Gold intervient et récupère le cristal.
- Cet épisode a été diffusé à 19 h dans son pays d'origine[74].

### Épisode 23:Des histoires secrètes
- États-Unis /  Canada : 15 mai 2016 sur ABC[74] / CTV
- Belgique : 24 décembre 2016 sur Be Séries[23]
- France : 28 février 2017 sur 6ter[76]
- Québec : 4 février 2019 sur AddikTV

- États-Unis : 4,07 millions de téléspectateurs[75] (première diffusion)
- France : 449 000 téléspectateurs[77] (première diffusion)

- Olivia Steele Falconer (Violet)
- Hank Harris (Dr Jekyll)
- Arnold Pinnock (en) (Poole)
- Sam Witwer (Mr Hyde)
- Tzi Ma (le Dragon)
- Shannon Hearn (le pionnier)
- Nikolai Witschl (le serveur)